# Yekaterina Lavrik
Yekaterina Lavrik –en ruso, Екатерина Лаврик– es una deportista soviética que compitió en natación sincronizada. Ganó dos medallas de plata en el Campeonato Europeo de Natación, en los años 1987 y 1989.

## Palmarés internacional
| Campeonato Europeo | Campeonato Europeo | Campeonato Europeo | Campeonato Europeo |
| Año                | Lugar              | Medalla            | Prueba             |
| ------------------ | ------------------ | ------------------ | ------------------ |
| 1987               | Estrasburgo (URSS) | Medalla de plata   | Equipo             |
| 1989               | Bonn (RFA)         | Medalla de plata   | Equipo             |